# ميرزا شكر الله الأصفهاني
میرزا شكر الله الأصفهاني (بالفارسية: میرزا شکرالله اصفهانی) كان الصدر الأعظم للدولة الصفوية في الفترة ما بين سنتي 1576 حتى 1577، خلال عهد الشاه إسماعيل الثاني الصفوي.